# Rune Soldier
Rune Soldier (яп. 魔法戦士リウイ, Махо Сэнси Риуи, Волшебный Воин Луи) — манга и аниме-сериал жанра фэнтези, основанные на романах Рё Мидзуно. Телесериал траслировался на закрытом платном канале японской телесети WOWOW. Действие сериала происходит на континенте Алекраст в мире Форцелия, и он имеет определенное родство с романами, аниме и мангой Sword World. В этом же мире происходит действие романов Record of Lodoss War, также созданных Мидзуно. Континент находится к северу от острова Лодосс.

## Сюжет
Главный герой Луи — сын ректора Академии при Гильдии Магов и, по совместительству её студент. А также обаятельный, охочий до женщин и выпивки раздолбай и великолепный кулачный боец. Троим искательницам приключений: жрице Мелиссе, воительнице Джини и воровке Мириэль позарез требовался маг в команду и они случайно встречают Луи. Но выясняется, что Луи хоть и учится на мага, у него куда лучше получается сражаться голыми руками и подручными средствами. Он постоянно путает заклинания (вместо «усыпления» бывает использует «взрыв») и предпочитает все проблемы решать грубой силой. Искательницы приключений уже были готовы отказаться от его услуг, но случилось невероятное, одной из искательниц, жрице Мелиссе, было откровение от бога Майри, которому она поклоняется, оно гласило, что Луи должен стать её «героем» и она должна постоянно его сопровождать. Теперь они были вынуждены принять Луи в команду, и поэтому благодаря ему ещё случится немало неприятных для команды и смешных для зрителя моментов.

## Персонажи
Луи — глуповатый главный герой, студент гильдии магов, в котором детство ещё не отыграло. Своим кулаком успешно разрешает самые разные неприятности, большинство из которых он сам же и создаёт. В первых сериях он ломает свой посох, используя его как булаву. Стать искателем приключений мечтает с раннего детства, восхищаясь примером своего приемного отца, главы гильдии магов столичного города Офана (англ. Orphan). Самоуверен, смел, является «героем» жрицы Мелиссы, из-за чего его и приняли в команду. Сейю: Кацуюки Кониси.
Мириэль — весёлая, обаятельная девушка. Трудолюбива, однако её безумная страсть к деньгам часто её подводит. Благодаря боевым, воровским и хозяйственным навыкам она делает много для команды.
Сэйю: Томоко Каваками.
Джини — воин. В прошлом солдат, Джини стала искателем приключений, чтобы больше не служить какой-либо стране, но работать только для себя. Упряма и смела не менее, чем Луи.
Сэйю: Минами Такаяма.
Мелисса — жрица Майри, бога войны. Живёт и работает в храме Майри города Офан, занимает в нём видное положение. Добрая, честолюбивая девушка, верная поклонница Майри, получает долгожданное откровение, которое показывает ей героя, которому она должна служить, и этот герой… оказывается совсем не таким, о котором она мечтала. Ей приходится собрать всю свою волю, чтобы научиться понимать Луи. К поиску приключений её подбивает её честолюбие и преданность друзьям.
Сэйю: Кикуко Иноуэ
Аира — единственная из главных героинь, не входящая в группу искателей приключений. Дочь весьма богатого дельца города Офана. Она подруга Луи, частенько намекающая, что желает от него больше, чем только дружба, однако тот видит не дальше собственного носа, поэтому её намёки лишь развлекают зрителя.
Сэйю: Акико Ядзима.